# Ceroplastes purpureus
Ceroplastes purpureus är en insektsart som beskrevs av Hempel 1900. Ceroplastes purpureus ingår i släktet Ceroplastes och familjen skålsköldlöss. Inga underarter finns listade i Catalogue of Life.